# Ptychostomum
Ptychostomum là một chi rêu trong họ Bryaceae.